# 小笠原郵便局 (東京都)
小笠原郵便局（おがさわらゆうびんきょく）は、東京都小笠原村にある郵便局である。民営化前の分類では無集配普通郵便局であった。

## 概要
住所：〒100-2101 東京都小笠原村父島西町
土曜日・日曜日及び休日は郵便窓口業務を実施しないが、おがさわら丸の出港日は曜日に関わらず午前8時から郵便窓口業務を実施し、土曜日・日曜日及び休日は10時まで営業する。内地あて郵便について、当日出港するおがさわら丸で扱われる物は郵便ポスト差し出しの場合は9時（父島島内5カ所の郵便ポストは全て9時に収集がある）、窓口差し出しの場合は10時が締め切りとなり、以降は次便の取り扱いとなる。

### 併設施設
- 新東京郵便局小笠原郵便集配所

## 沿革
- 1878年（明治11年）11月 - 小笠原島郵便局（五等）として開設[1]。
- 1886年（明治19年）4月26日 - 小笠原郵便局に改称。
- 1888年（明治21年）5月1日 - 貯金預所、為替取扱所を設置。
- 1945年（昭和20年） - 小笠原諸島が米軍の統治下となる。
- 1968年（昭和43年）6月26日 - 小笠原諸島が日本に返還されたことに伴い、集配郵便局として設置[2]。
- 1973年（昭和48年）6月15日 - 風景入通信日付印の使用を開始。
- 1989年（平成元年）5月1日 - 母島の郵便番号を〒100-21から〒100-22に変更（集配郵便局は変更なし）[3]。
- 2000年（平成12年）8月14日 - 外国通貨の両替および旅行小切手の売買に関する業務取扱を開始。
- 2007年（平成19年）
  - 3月5日 - 集配業務を新東京郵便局に移管し、無集配郵便局となる[4]。
  - 10月1日 - 民営化に伴い、併設された郵便事業新東京支店小笠原集配所に一部業務を移管。
- 2012年（平成24年）10月1日 - 日本郵便株式会社の発足に伴い、郵便事業新東京支店小笠原集配所が新東京郵便局小笠原郵便集配所に改称。

## 取扱内容

### 小笠原郵便局
- 郵便、印紙、ゆうパック、内容証明
- 貯金、為替、振替、振込、国際送金、国債
- 生命保険、バイク自賠責保険
- ゆうちょ銀行ATM

### 新東京郵便局小笠原郵便集配所
- 小笠原村の集配実務

## 周辺
- 小笠原総合事務所
- 東京都小笠原支庁
- 小笠原村役場
- 小笠原警察署
- 小笠原村立小笠原中学校
- 小笠原村立小笠原小学校

## アクセス
- 二見港から徒歩
- 駐車場なし